# Andreas Johansson (futbolista nacido en 1978)
Andreas Johansson (Vänersborg, Suecia, 5 de julio de 1978) es un futbolista internacional sueco. Juega de centrocampista y su equipo actual es el Djurgårdens IF de Suecia.

## Biografía
Andreas Johansson actúa de centrocampista realizando labores ofensivas, aunque a veces es utilizado como delantero.
Jugó en el Melleruds IF (11 goles) y en el Degerfors IF, antes de fichar en 1999 por el AIK Estocolmo. Con este club gana una Copa de Suecia.
Al año siguiente se une al Djurgårdens IF. En esta etapa disputa 124 partidos liga, en los que marca 45 goles, y conquista cuatro títulos: dos Ligas y dos Copas de Suecia. 
Juega dos temporadas en la Premier League inglesa con el Wigan Athletic FC, equipo que tuvo que pagar 750000 euros para poder ficharlo. Debuta con este club el 5 de febrero de 2005 en un partido contra el Stoke City, cuando saltó al campo sustituyendo a su compañero Gary Teale en el minuto 75. En 2006 el Wigan consiguió llegar a la final de la Football League Cup, aunque el finalmente el título fue a parar al Manchester United, que se impuso en la final por cuatro goles a cero. Andreas Johansson no disfrutó de muchas oportunidades mientras estuvo en Inglaterra y decidió marcharse.
Firma un contrato con su actual club, el Aalborg BK danés, el 17 de julio de 2007. Con este equipo gana el título de Liga en su primera temporada.

## Selección nacional
Ha sido internacional con la Selección de fútbol de Suecia en 16 ocasiones. Su debut con la camiseta nacional se produjo el 7 de septiembre de 2002 en un partido contra Letonia (0-0).

## Clubes
| Club                         | País       | Año       |
| ---------------------------- | ---------- | --------- |
| Melleruds IF                 | Suecia     | 1993-1995 |
| Degerfors IF                 | Suecia     | 1996-1998 |
| AIK Estocolmo                | Suecia     | 1999      |
| Djurgårdens IF Fotboll       | Suecia     | 2000-2004 |
| Wigan Athletic Football Club | Inglaterra | 2005-2007 |
| Aalborg Boldspilklub         | Dinamarca  | 2007-2010 |
| Odense BK                    | Dinamarca  | 2010-2012 |
| Djurgårdens IF               | Suecia     | 2013-     |

## Títulos
- 2 Ligas de Suecia (Djurgårdens IF, 2002 y 2003)
- 3 Copas de Suecia (AIK Estocolmo, 1999; Djurgårdens IF, 2002 y 2004)
- 1 Liga de Dinamarca (Aalborg BK, 2008)